# Richard Jackson
Richard Jackson, ameriški jezikoslovec in prevajalec, * 1946, Lawrence, Massachusetts, ZDA.

## Odlikovanja in nagrade
Leta 1999 je prejel častni znak svobode Republike Slovenije z naslednjo utemeljitvijo: »za zasluge pri prepoznavanju slovenske literature v tujini in za druga dela v dobro Sloveniji«.